# 석패목
석패목(Unionoida)은 민물 조개, 수생 이매패류 연체동물의 단계통군 목의 하나이다. 이 목은 강진주조개를 포함하여 대부분의 대형 민물 조개를 포함하고 있다. 가장 잘 알려진 과는 석패과와 강진주조개과이다. 이 모든 종들은 공통적으로 유생 단계를 거치며, 어류와 진주 조가비, 말라서 부스러진 유기물 위에서 임시로 기생하고, 퇴적물 아래 깊숙한 곳에서 살기에는 수관(흡관)이 너무 짧다.

## 형태
이 연체동물의 조가비는 모양이 다양하지만 통상적으로 대칭이며 가늘고 길다. 진주 장식, 방사 무늬의 완전한 외투막 선으로 된 단단한 조가비를 갖고 있다.

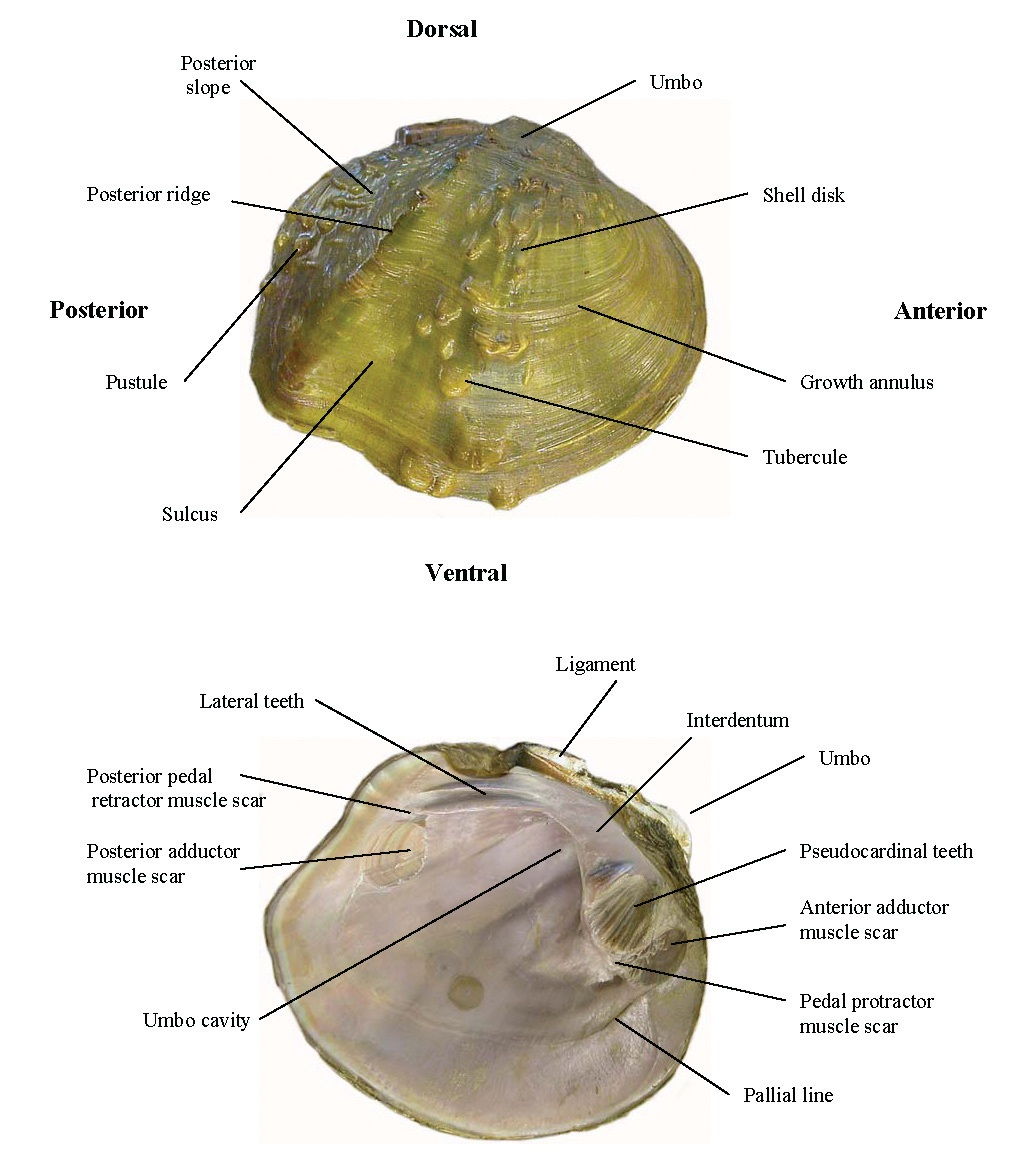
민물 홍합의 각 부위 명칭 설명.

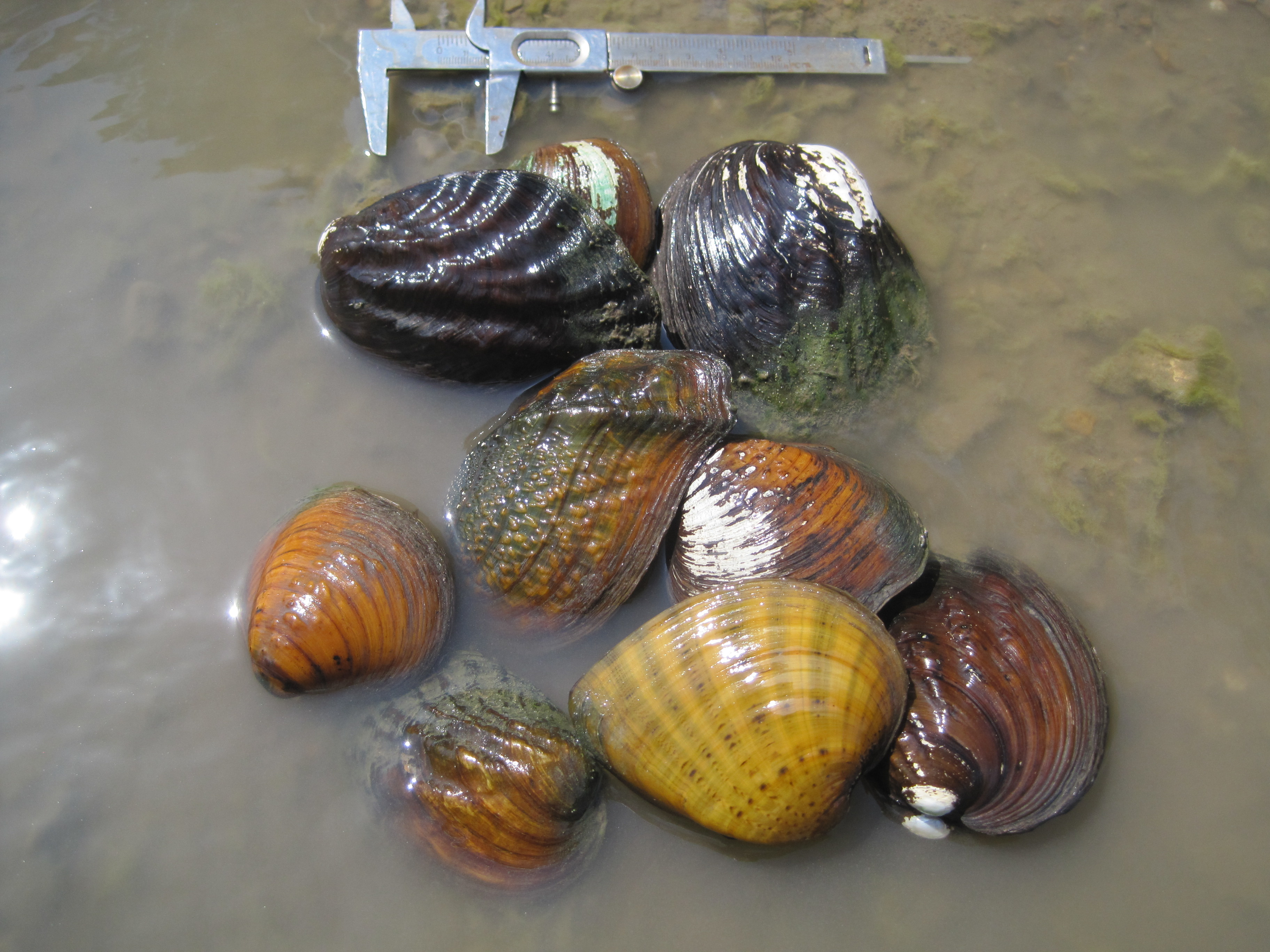
마레이스 데스 시그네스 국립 야생동식물 보호지역에 대한 조사 기간에 강에서 수집된 민물 진주 홍합 몇 종.

|  |  |

## 분포
석패목에 속한 과, 속, 종은 6개 대륙의 강과 개울, 시내 그리고 호수 일부 등 민물에서만 제한적으로 발견된다. 전 세계에 약 900여 종이 있다. 이 민물 홍합류의 약 300여 종은 북아메리카의 고유종이다.

## 생활사
석패목은 종은 강과 개울 그리고 시내 등 깨끗하고 빠른 물 속의 흙 속에 굴을 파고 들어가 살며, 뒷쪽 가장자리는 노출되어 있다. 각구(殼口, aperture) 사이로 유입되는 물을 퍼서, 공기를 얻고 물기둥 사이로 먹이를 여과한다. 민물 홍합류는 현존하는 무척추동물 중에서 가장 오래사는 종들의 하나이다. 모든 이매패류 연체동물과 같이, 이들 조개의 조가비는 두 부분이 경첩처럼 하나로 연결되며, 이 연체동물의 부드러운 몸 안쪽을 보호하기 위해 닫을 수 있도록 되어 있다. 모든 연체동물처럼, 민물 홍합류는 부드러운 근육으로 된 "발"울 가지고 있으며, 이 발은 천천히 움직일 수 있고, 민물 서식지의 바닥 흙 속에 자신을 감출 수 있다.

## 생식

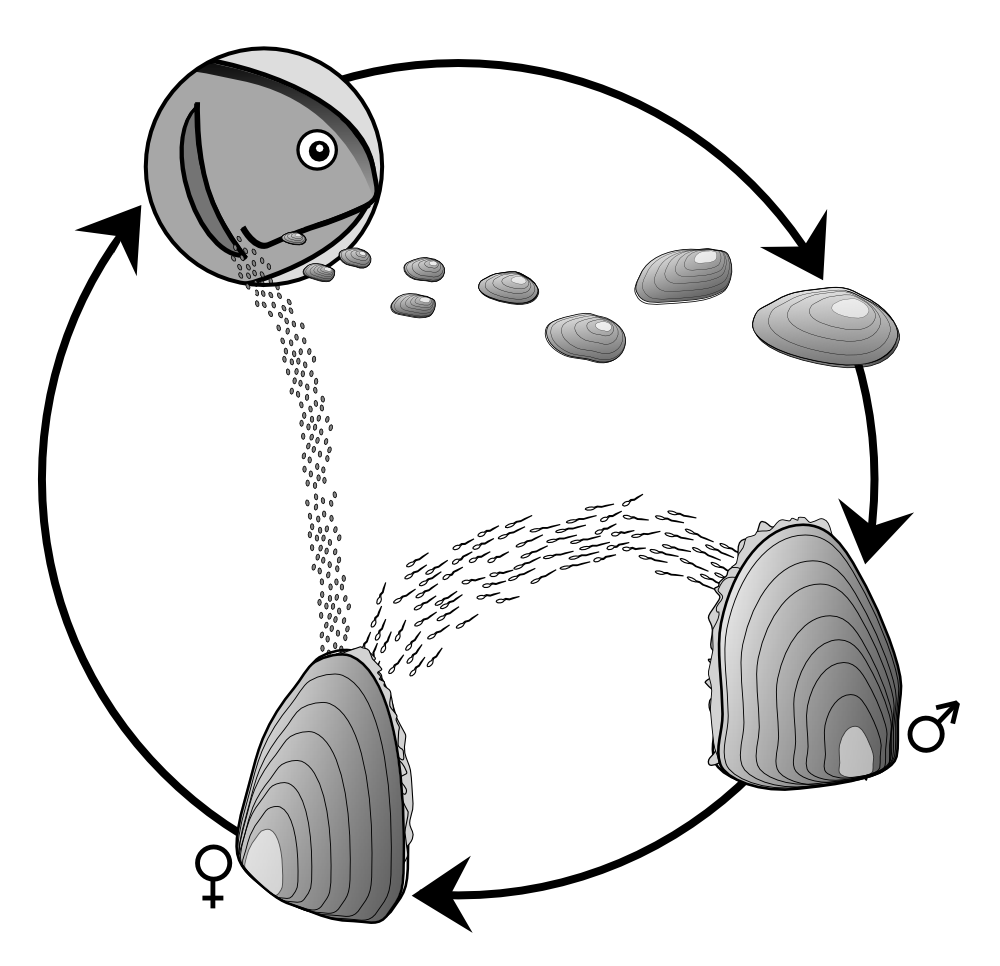
석패목의 기생 생활사

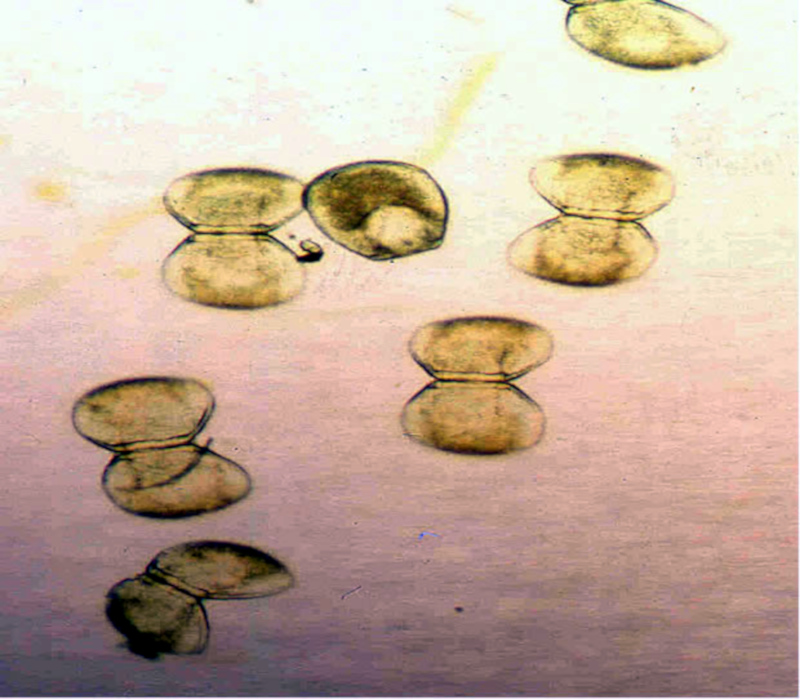
민물조개의 유생, 히긴스조개(Lampsilis higginsii)

석패목은 기생하는 유생 단계를 포함하여 독특하고 복잡한 생활사를 갖고 있다. 이 애벌레 형태는 숙주인 물고기 몸에 기생하는 "기생충"으로 불리지만, 이 유충은 기생충이 아니며, 정상적인 환경에서는 물고기에 해를 끼치지 않는다. 이 민물 홍합류의 대부분은 암수딴몸(자웅이체)이다(다만 Elliptio complanata와 같은 일부 종은 암수한몸(자웅동체)으로 알려져 있다). 정충은 수컷의 바깥 틈을 통해 외투강에서 분출되며, 암컷의 안쪽 틈을 통해 외투강으로 들어간다. 수정란은 생식선에서 아가미(육아낭)으로 이동하여, 그 후 더 성숙해지고 첫 유생 단계인 글로키디아 유생으로 변태한다. 다 자란 유생은 어미로부터 벗어나 숙주인 물고기의 아가미, 지느러미 또는 비늘에 몸을 부착한다. 통상적으로 석패류 유충(글로키디아 유생)은 물고기의 몸에 자신을 부착하기 위한 갈고리를 가지고 있다. 일부 석패류는 '유합'을 일으키는 점액질 다발 안에 글로키디아 유생을 방출한다. 그 '유합'은 유생이 기질(substrate)에서 씻겨 나가지 않고 부착되도록 끈적한 필라멘트를 가지고 있다. 또한 일종의 '초-유합'으로 알려진 좀더 특이한 분산 방법도 있다. '초-유합'은 안점처럼 보이는 흑점과 함께 끝나는 수생 파리 유충 또는 물고기 알과 비슷하며, 이는 물고기들의 구미를 자극한다. 물고기가 이를 먹으면 글로키디아 유생의 방출은 끝난다. '유합'과 '초-유합'을 만드는 석패류는 보통 아가미에 기생하며, 글로키디아 유생은 청소년기로 성장할 때까지 물고기의 아가미에 붙어서 생활한다. 포낭은 글로키디아 유생 주위에 재빨리 형성되며, 석패류가 성장하여 떨어져 나가기 전까지 수 주 또는 몇 달동안 어류의 몸에 머물며, 그 후 바닥의 침전물 속에 자신의 몸을 숨긴다. 이런 독특한 생활사를 통해 석패류는 숙주 물고기 종과 함께 상류로 이동한다.

## 멸종 위험과 보존
이들 민물 석패류의 상당수는 서식지 감소, 그리고 일부는 단추를 만드는 데 사용되는 조가비의 진주층을 얻기 위한 민물 진주 산업을 위한 남획때문에 보존 문제에 직면해 있다. 북아메리카 석패류의 70%는 멸종(21종), 위험 위기(77종), 위험(43종) 또는 특별히 관심이 필요한 종(72종)으로 분류되고 있다.

## 분류
2010년 비엘레(Bieler)와 그의 공저자들이 분류한 상과와 과 목록은 다음과 같다. 멸종된 상과와 과명에는 분류명 앞에 다거(Dagger, †) 기호를 붙였다.
석패목(Unionoida)
- † Archanodontoidea Modell, 1957 (분류 위치 불확실)
  - † Archanodontidae Modell, 1957
- 에테리아상과(Etherioidea) Deshayes, 1832
  - 에테리아과(Etheriidae) Deshayes, 1832 (약 4종)[3] (이명: Mulleriidae, Pseudomulleriidae)
  - 이리티나과(Iridinidae) Swainson, 1840 (약 30종)[3] (이명: Mutelidae, Pleiodontidae)
  - 미케토포다과(Mycetopodidae) Gray, 1840 (40 ~ 50종)[3]
- 히리델라상과(Hyrioidea) Swainson, 1840
  - 히리델라과(Hyriidae) Swainson, 1840 (약 90종)[3]
- † Trigonioidoidea Cox, 1952
  - † Trigonioididae Cox, 1952
  - † [Jilinoconchidae Ma, 1989 (분류 위치 불확실)
  - † Nakamuranaiadidae Guo, 1981 (이명:Sinonaiinae, Nippononaiidae)
  - † Plicatounionidae Chen, 1988
  - † Pseudohyriidae Kobayashi, 1968
  - † Sainschandiidae Kolesnikov, 1977
- 석패상과(Unionoidea) Rafinesque, 1820
  - 석패과(Unionidae Rafinesque, 1820  (700종 이하)[3]
  - Liaoningiidae Yu & Dong, 1993 (분류 위치 불확실)
  - Margaritiferidae Henderson, 1929 (10종 이하)[3] (이명: Margaritaninae, Cumberlandiinae, Promargaritiferidae)
  - † Sancticarolitidae Simone & Mezzalira, 1997